# Turinyphia yunohamensis
Turinyphia yunohamensis är en spindelart som först beskrevs av Friedrich Wilhelm Bösenberg och Embrik Strand 1906.  Turinyphia yunohamensis ingår i släktet Turinyphia och familjen täckvävarspindlar. Inga underarter finns listade i Catalogue of Life.